# Kreutzer Quartet
Das Kreutzer Quartet ist ein Streichquartett aus Großbritannien.
Mit ihren Programmen konzertieren sie in Italien, Deutschland, Frankreich, Holland, Serbien, Montenegro, Sardinien, den USA, Spanien, Zypern, Polen und Litauen.
Ein weiterer Schwerpunkt liegt in der kritischen Auseinandersetzung nicht nur von Einspielungen klassischer Werke, sondern vor allem zeitgenössischer Streichquartette wie von Robert Gerhard, Michael Finnissy, Harrison Birtwistle, Gloria Coates, Michael Tippett und Hafliði Hallgrímsson. Es liegen Einspielungen bei den Labels Metier, Naxos, NMC Recordings, Chandos Records, Guild und New Focus vor.

## Mitglieder
- Peter Sheppard Skærved (Violine)[3]
- Mihailo Trandafilovski[4] und zuvor Gordon MacKay (Violine)
- Clifton Harrison und zuvor Morgan Goff (Viola)
- Neil Heyde (Violoncello)[5]

## Einspielungen (Auswahl)
- Kreutzer Quartet (2002) – Gloria Coates: Streichquartett Nr. 1, 5, 6 (Naxos 8.559091)
- Kreutzer Quartet (2003) – Gloria Coates: Streichquartett Nr. 2, 3, 4, 7 und 8 (Naxos 8.559152)
- Kreutzer Quartet (2010) – Gloria Coates: Streichquartett Nr. 9, „Solo Violin Sonata“, „Lyric Suite“ für Klaviertrio (Naxos 8.559666)
- Kreutzer Quartet – Gloria Coates – Streichquartette Nr. 1–9 (3-CD-Box-Set) (Naxos 8.503240)
- Kreutzer Quartet (2008) – Thomas Simaku: Streichquartett Nr. 2 und 3, Soliloquy I–III (Naxos 8.570428)
- Tapestry – Kammermusik von Elliott Schwartz (Metier msv 28537)
- Grieg und Finnissy – Klavierquintette (Ersteinspielung); Roderick Chadwick (Klavier); Kreutzer Quartett (Metier msv 28541)
- Michael Finnissy – Zweites und drittes Streichquartett (NMC Recordings D180)